# Paille (chanteur)
Pour les articles homonymes, voir Paille (homonymie) et Alpha (homonymie).
Paille, ou aussi l'homme Paille, de son vrai nom Yoni Alpha, né le 18 juin 1982 en Martinique, est un chanteur de reggae/dancehall français. On le reconnaît aisément grâce au chapeau de paille qu'il porte à chacune de ses apparitions. Il fait ses débuts au sein du groupe La Patrie (lui, Jonas et Byronn). Il se distingue dans le faststyle avec un flow caractéristique.

## Biographie
Depuis 1997, son entourage l'appelle Paille qui viens de l'expression Boulé An Pay(cpf) qui signifie soûl, c'était en rapport avec l'alcool et sa jeunesse. C'est devenu son nom d'artiste.
Paille a été remarqué en 2003, alors qu'il répétait dans un petit studio, à Sainte-Luce en Martinique. Paille chante en créole sur un mélange de zouk et de reggaeton.
Il crée La Bourse Paille qui est un concept conçu dans l’optique de mettre en lumière toute l’ingénierie martiniquaise à travers divers projets (structuration d'un projet, formation de futurs entrepreneurs, déploiement d'une stratégie marketing...). Ce concept vient compléter les autres dispositifs déjà en place.

## Discographie

### Titres
- 2003 : Malediction (groupe La Patrie), issu de la compilation Génération Dancehall 1 (Westindian Records)
- 2004 : Gro pwel - Applause Riddim (remix)
- 2005 : Bal Masqué
- 2005 : Night and Day Issu de la compilation Dub la Red 2.
- 2006 : Chou
- 2006 : Di Gal Dem Style 2 - Wookouk Riddim
- 2006 : Baissé Zié Ba Yo - Boulbi Riddim
- 2006 : Comme à la guerre (feat. Byronn)
- 2006 : Fast Style Session - Old Truck Riddim (feat. Lieutenant)
- 2006 : Ils ont voulu salir - Aspic The Next Level[4]
- 2007 : Pa Sa Palé Bay - Dancehall Traxx 2
- 2007 : L'École Des Flammes - Mots pour Maux[5]
- 2007 : Pleurer (feat. Cindy Faustin)
- 2008 : Un lion ne meurt pas (feat. Straïka D)
- 2010 : Fè yo Mal - Inflammable
- 2011 : Red son
- 2012 : Assé (feat. Konshens)
- 2013 : Elle me hante
- 2014 : Spartiate
- 2015 : Abimans (feat. DJ Gil)
- 2015 : #CoucouFreestyle, pt 1 (Tetris riddim - Prod. by Lizi)
- 2015 : #CoucouFreestyle, pt 2 (Ay Koké Riddim - Prod. by DJ Tokinou)
- 2015 : An Bra'y (Prod. by DJ Gil)
- 2016 : #CoucouFreestyle 2EtDemi
- 2016 : No We Can't
- 2017 : Ki moun ki mandéw sa (Prod. by DJ Glad)
- 2018 : Lalaland
- 2019 : San'w (feat. Meryl)
- 2020 : Run di town
- 2020 : Lover Boy (feat. Etana)
- 2020 : Bloodclaat
- 2021 : Martiniquais (feat. Def J)[6]
- 2021 : Coucou Freestyle 3
- 2022 : Si ou lé (feat. Vao)
- 2023 : Friendzone
- 2024 : R.O.D.R (Ruff On Di Road)
- 2024 : Born And Raised (feat. DJ Avalanche)
- 2024 : Comme Papa

### Compilations
- 2016 - Le Mot de Trop (Best Of)